# Ваад України
ВААД України також відома як Асоціація єврейських громадських організацій та общин України — неурядова громадська організація (НУО), створена 14 січня 1991 року для об'єднання єврейських організацій України та підтримки української єврейської громади. Разом з Єврейською конфедерацією України є однією з двох єврейських НУО України, президент якої представляє Україну у Світовому єврейському конгресі.
У 1991-2014 роках та знову з грудня 2020 року президентом ВААДу є Йосиф Зісельс. У 2014-2020 роках ВААД мав подвійне керівництво й мало двох спів-президентів: Андрія Адамовського та Йосифа Зісельса.
У 1991—2014 роках та знову з грудня 2020 року інтереси ВААДу України як віце-президент Всесвітнього єврейського конгресу представляє Йосиф Зісельс; у інтереси Вааду як віце-президент Всесвітнього єврейського конгресу 2014-2020 роках представляв Андрій Адамовскій.
З 1991 року ВААД випускає російсько-україномовну газету «Хадашот».

## Історія
ВААД України була створена 14 січня 1991 року. Раніше ВААД був складовою єдиної радянської організації ВААДу СРСР (Конфедерації єврейських організацій і громад СРСР). У 2002 році ВААД в Україні був одним із засновників Євро-Азійського єврейського конгресу (ЄАЄК/EAJC).
З початку заснування організації 1991 року й до 2014 року одноосібним президентом ВААДу був Йосиф Зісельс. У лютому 2014 року український депутат-регіонал єврейського походження Олександр Фельдман погрожував подати до суду на лідерів ВААДу України Йосифа Зісельса та Леоніда Фінберга у зв'язку з нібито висловленнями Зісельса/Фінберга про Фельдмана зроблені у приватній розмові на тему Євромайдану з депутатом німецького Бундестагу Марілуізою Бек.
На початку 2014 року, після того, як президент ВААДу Йосиф Зісельс виступив із критикою російсько-української війни, розпочатої російським президентом Путіним 2014 року, керівництво Євро-азійського єврейського конгресу (ЄАЄК/EAJC) (член Світового єврейського конгресу, відповідальний за Росію та її колишні колонії) заявило, що припиняє фінансування свого офісу ЄАЄК Київ під керівництвом Зісельса. Опісля керівництво ВААД України стало дво-керівним: на додачу до Зісельса спів-президентом став Андрій Адамовскій, який наприкінці 2014 також замінив Зсельса як Віце-президент Світового єврейського конгресу від ВААДу України.
У 2018 році, після того як спів-президент ВААД України Йосиф Зісельс виступив з заявою що саме Росія пролобіювала прийняття рішення 50 членів конгресу США про надуману «ґлорифікацію нацистських колаборантів», керівництво Євро-азійського єврейського конгресу (член Світового єврейського конгресу відповідальний за Росію та її колишні колонії) виключило ВААД України зі списку єврейських організацій з якими вони співпрацюють, замінивши ВААД України під керівництвом Зісельса та Адамовського на Всеукраїнський єврейський конгрес під керівництвом Вадима Рабіновича. Сам Йосиф Зісельс заявив, що ВААД вийшов зі складу Євро-азійського єврейського конгресу ще кількома місяцями раніше на початку 2014 року через порушення лідерством ЄАЄК «політичного нейтралітету».
У грудні 2020 року під-час конференції присвяченій 30-річчю ВААДу, Андрій Адамовскій заявив що через складну фінансову ситуацію в Україні викликану пандемією COVID-19 він більше не може фінансово підтримувати проєкти ВААДу; згодом у річному звіті ВААД за 2020 рік було повідомлено що базове фінансування від співпрезидента ВААДу Андрія Адамовського було зупинено з лютого 2020 рлку і більше не поновлювалося. Тоді ж у грудні 2020 року під-час конференції присвяченій 30-річчю ВААДу, Адамовскій також заявив про складання повноважень спів-президент ВААД України у листопаді 2020 року; відповідно з грудня 2020 року єдиним президентом ВААДу знову став Йосиф Зісельс й у річному звіті ВААДу за 2020 рік було повідомлено що формально Адамовскій пробув свів-президентом ВААДу до листопада 2020 року.
З грудня 2020 року інтереси ВААДу як віце-президент Всесвітнього єврейського конгресу знову представляє Йосиф Зісельс.

## Керівництво
Станом на грудень 2020 року, керівництво ВААДу є наступним:
- Президент: Йосиф Зісельс

## Членство у єврейських організаціях
- 2002[1]—2014[10]: Євро-Азійський єврейський конгрес
- 1991-донині: Світовий єврейський конгрес[12][13]
- 1991-донині: Всесвітня сіоністська організація[14]

## Члени асоціації
ВААД України вув співзасновником Сіоністської Федерації України, Єврейської конфедерації України, та Всеукраїнського благодійного фонду «Рехуш Єгуді». Зв'язок з іншими національними громадами України відбувається через Конгрес національних громад України (КНГУ), співзасновником якого була і ВААД Україна.
Станом на 2020 рік до складу ВААДу входило 266 єврейських організацій по всій Україні, в тому числі 52 релігійні громади, 50 міських громад, 13 соціальних структур, 17 єврейських шкіл, 79 культурних організації, 12 асоціацій в'язнів гетто і концтаборів, 10 молодіжних організацій, 5 організацій — асоційованих членів.

## Друкований орган
З 1991 року ВААД випускає російсько- україномовну газету «Хадашот».